# Самоволка (роман)
«Самоволка» — роман российских писателей-фантастов Сергея Лукьяненко и Михаила Тырина, третий из межавторского цикла «Пограничье», рассказывающего о вымышленном мире Центрума. Роман был впервые опубликован издательством «АСТ» в 2014 году.

## Описание
Центральный мир вселенной окружен лепестками других миров, среди которых и Земля. После катастрофы развитый Центрум оказался отброшен в прошлое. Корпус пограничной стражи охраняет границы между мирами. Землянин может стать контрабандистом или пограничником.
Московский бизнесмен Степан Зайцев согласился подменить ушедшего в самоволку брата-близнеца — пограничника в Центруме. Новый мир для не воинственного «делового человека» оказался враждебным и смертельно опасным, но ему предстоит научиться выживать в нём.

## Номинации на премии
- РосКон, 2015 // Межавторский проект
- Созвездие Аю-Даг, 2015 // Премия «Созвездие Большой Медведицы». 3-е место. (номинируется только Лукьяненко Сергей)
- Созвездие Аю-Даг, 2015 // Премия «Созвездие Малой Медведицы». 3-е место. (номинируется только Тырин Михаил)